# Đông Ấn Hà Lan thuộc Nhật
Đông Ấn Hà Lan thuộc Nhật Bản bắt đầu vào năm 1942 và kết thúc vào ngày 17 tháng 8 năm 1945 cùng với tuyên ngôn độc lập Indonesia của Sukarno và M. Hatta thay mặt cho người dân Indonesia.
Vào tháng 5 năm 1940, chiến tranh thế giới thứ hai bắt đầu, Hà Lan bị Đức Quốc Xã chiếm đóng. Đông Ấn Hà Lan tuyên bố tình trạng báo động vào tháng 7 đã chuyển hướng xuất khẩu sang Nhật Bản sang Hoa Kỳ và Anh. Các cuộc đàm phán với Nhật Bản nhằm đảm bảo nguồn cung cấp nhiên liệu máy bay đã thất bại vào tháng 6 năm 1941 và Nhật Bản bắt đầu cuộc chinh phạt Đông Nam Á vào tháng 12 năm đó. Trong cùng tháng đó, một phe từ Sumatra chấp nhận sự giúp đỡ của Nhật Bản để tổ chức một cuộc cách mạng chống lại chính phủ Hà Lan. Quân đội Hà Lan cuối cùng đã bị quân Nhật đánh bại vào tháng 3 năm 1942. Kinh nghiệm làm chủ Nhật Bản ở Indonesia rất khác nhau, tùy thuộc vào nơi một người sống và địa vị xã hội của người đó. Đối với những người sống trong các khu vực được coi là quan trọng trong chiến tranh, họ bị tra tấn, tham gia nô lệ tình dục, giam giữ mà không có lý do và hình phạt tử hình, và các tội ác chiến tranh khác. Sự pha trộn giữa Hà Lan và Indonesia-Hà Lan là mục tiêu trong sự kiểm soát của Nhật Bản.

## Bối cảnh

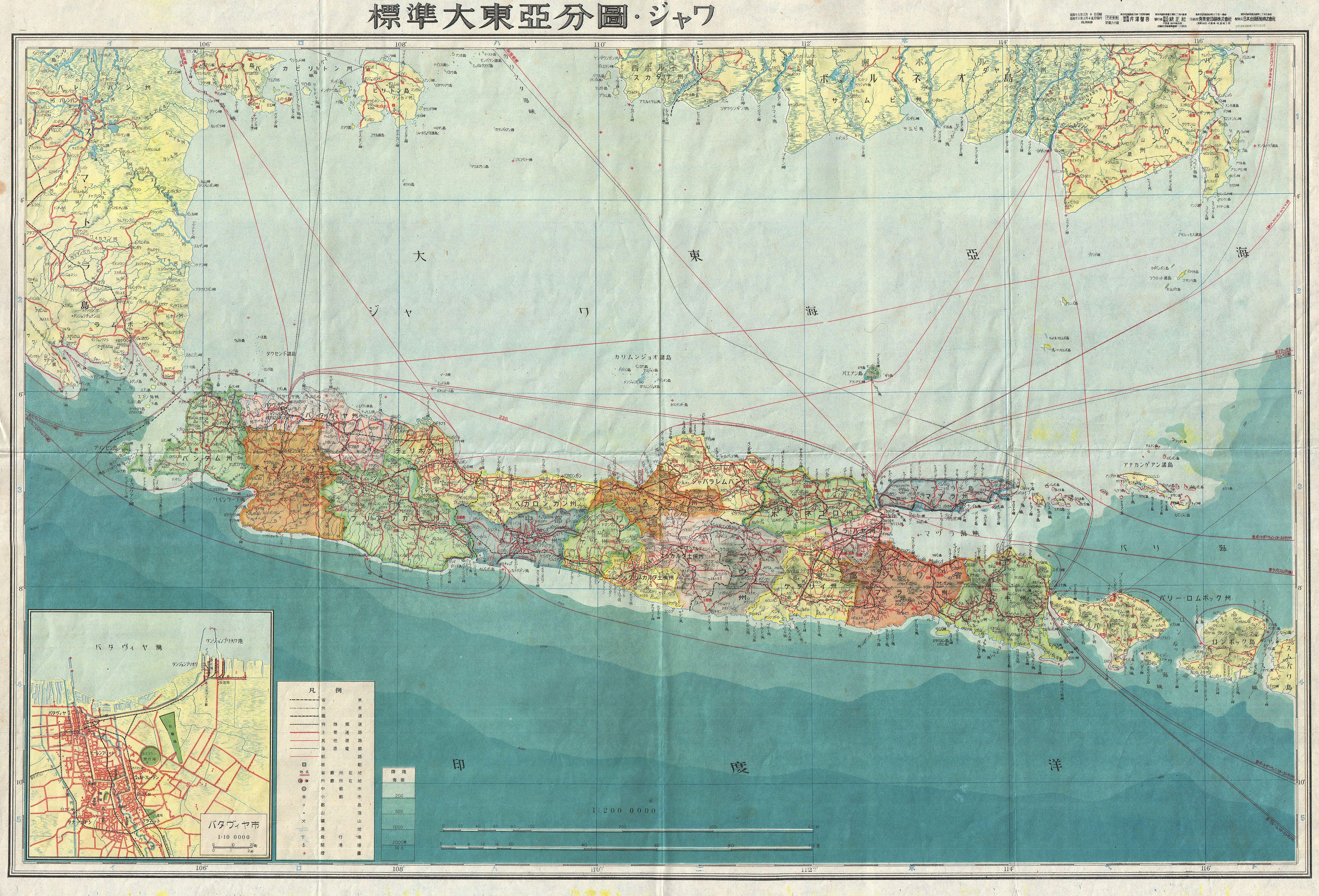
Bản đồ do người Nhật chuẩn bị trong Thế chiến II, mô tả Java, hòn đảo đông dân nhất ở Đông Ấn Hà Lan.

Đến năm 1942, Indonesia đã bị thực dân Hà Lan chiếm đóng hàng trăm năm kể từ chuyến hải trình, được gọi là Đông Ấn Hà Lan. Năm 1929, trong sự thức tỉnh của chủ nghĩa dân tộc Indonesia, các nhà lãnh đạo quốc gia Indonesia Sukarno và Muhammad al-Hada (sau này trở thành tổng thống và phó tổng thống Indonesia) đã thấy trước Chiến tranh Thái Bình Dương sắp tới, và quân đội Nhật Bản hành quân đến Indonesia sẽ mang lại độc lập, mang lại lợi thế.
Quân đội Nhật Bản tự quảng cáo là "ánh sáng của châu Á". Nhật Bản là quốc gia duy nhất ở châu Á chuyển đổi thành công thành một xã hội công nghệ hiện đại vào cuối thế kỷ 19, và vẫn độc lập khi hầu hết các nước châu Á nằm dưới sự kiểm soát của châu Âu và Hoa Kỳ. Sau đó, ngay cả trong chiến tranh, ông đã đánh bại cường quốc châu Âu của Nga. Sau cuộc xâm lược của Trung Quốc, Nhật Bản sẽ hướng sự chú ý đến Đông Nam Á và thúc đẩy các kế hoạch của mình cho Vòng tròn chung Đông Á để tăng cường kiểm soát ở châu Á. Trong những năm 1920 và 1930, Nhật Bản dần dần tăng cường ảnh hưởng ở châu Á và thiết lập sự nghiệp ở Đông Ấn Độ. Từ tiệm hớt tóc thị trấn nhỏ, studio ảnh và trợ lý cửa hàng, đến các cửa hàng và doanh nghiệp lớn như Suzuki và Mitsubishi có liên quan đến buôn bán đường.

## Xâm lược
Nhận thức được tầm quan trọng của chiến dịch đánh chiếm Đông Ấn Hà Lan Bộ tổng tư lệnh Nhật Bản đã điều động lực lượng phối hợp hải, lực, không quân lớn nhất so với tất cả các chiến dịch khác ở Đông Nam Á. Nếu như các chiến dịch đánh chiếm Mã Lai, Singapore, Miến Điện và Philippines đều giao cho tư lệnh tập đoàn quân cấp trung tướng hoặc đại tướng thì chiến dịch Đông Ấn Hà Lan do đích thân thống chế tư lệnh Đạo quân Phương Nam Hisaichi Terauchi trực tiếp nắm quyền chỉ huy với bộ tổng tư lệnh đặt tại Sài Gòn, Đông Dương. Trong các mục tiêu của Đạo quân Phương Nam, đây cũng là chiến dịch mà vấn đề hậu cần cũng như chiến lược phức tạp nhất.Từ tháng 11 năm 1941, bộ tư lệnh Đạo quân Phương Nam đã soạn thảo xong kế hoạch đánh chiếm Đông Ấn Hà Lan. Theo đó, ba lực lượng sẽ đảm nhiệm một trận tuyến kéo dài 2.000 dặm từ đông sang tây và 1.000 dặm từ bác xuống nam: lực lượng phía đông từ thành phố Davao, Philippines sẽ chiếm đảo Celebes, đảo Ambon, quần đảo Moluccas và Timor; đạo quân phía tây đánh chiếm Palembang còn đạo quân trung tâm mục tiêu là các cơ sở dầu mỏ tại Tarakan và Balikpapan.Về lục quân, lực lượng tấn công ban đầu là Tập đoàn quân số 16 gồm Sư đoàn Bộ binh số 2 và hai Lữ đoàn Bộ binh số 35 và 46 (lấy từ Sư đoàn số 56) do tướng Imamura Hitoshi chỉ huy. Giai đoạn sau của chiến dịch có thêm Sư đoàn số 38 và 48. Đệ nhị Hạm đội nhận nhiệm vụ yểm trợ hải quân cho chiến dịch.

## Bị chiếm đóng

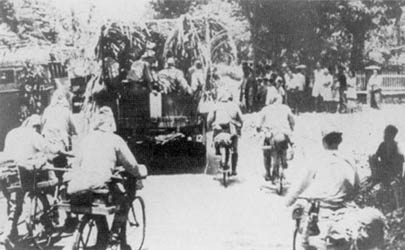
Bộ binh xe đạp Nhật Bản di chuyển qua Java trong thời gian chiếm đóng ở Đông Ấn Hà Lan.

Cuộc xâm lược của Nhật Bản và sự chiếm đóng sau đó trong Thế chiến II đã chấm dứt sự cai trị của Hà Lan và khuyến khích phong trào độc lập bị đàn áp trước đây của Indonesia. Vào tháng 5 năm 1940, đầu Thế chiến II, Hà Lan bị Đức Quốc xã chiếm đóng. Đông Ấn Hà Lan tuyên bố tình trạng bao vây vào tháng 7 đã chuyển hướng xuất khẩu sang Nhật Bản sang Mỹ và Anh. Các cuộc đàm phán với người Nhật nhằm đảm bảo nguồn cung cấp nhiên liệu hàng không đã sụp đổ vào tháng 6 năm 1941 và người Nhật bắt đầu cuộc chinh phạt Đông Nam Á vào tháng 12 năm đó. Cùng tháng đó, các phe phái từ Sumatra đã tìm kiếm sự hỗ trợ của Nhật Bản cho một cuộc nổi dậy chống lại chính phủ thời chiến của Hà Lan. Các lực lượng cuối cùng của Hà Lan đã bị Nhật Bản đánh bại vào tháng 3 năm 1942.
Vào tháng 7 năm 1942, Sukarno đã chấp nhận lời đề nghị của Nhật Bản để tập hợp công chúng ủng hộ nỗ lực chiến tranh của Nhật Bản. Sukarno và Mohammad Hatta được Hoàng đế Nhật Bản trang trí vào năm 1943. Tuy nhiên, kinh nghiệm về sự chiếm đóng của người Nhật ở Đông Ấn Hà Lan rất khác nhau, tùy thuộc vào nơi sống và vị trí xã hội của một người. Nhiều người sống trong các khu vực được coi là quan trọng đối với nỗ lực chiến tranh đã trải qua sự tra tấn, nô lệ tình dục, bắt giữ và hành quyết tùy tiện và các tội ác chiến tranh khác. Hàng ngàn người bị đưa đi khỏi Indonesia khi những người lao động chiến tranh (romusha) phải chịu đựng hoặc chết vì bị đối xử tàn tệ và chết đói. Người Hà Lan và hỗn hợp Hà Lan-Indonesia dòng dõi là mục tiêu đặc biệt của sự chiếm đóng của Nhật Bản.
Tháng 3/1945, người Nhật đã thành lập Ủy ban điều tra về công tác chuẩn bị cho độc lập (BPUPK) là giai đoạn ban đầu của việc thiết lập nền độc lập cho khu vực dưới sự kiểm soát của Quân đội 16 Nhật Bản. Trong cuộc họp đầu tiên vào tháng 5, Soepomo đã nói về hội nhập quốc gia và chống lại chủ nghĩa cá nhân cá nhân, trong khi Muhammad Yamin đề nghị quốc gia mới nên yêu sách British Borneo, British Malaya, Timor Bồ Đào Nha và tất cả các lãnh thổ trước chiến tranh của Đông Hà Lan Ấn Độ. Ủy ban đã soạn thảo Hiến pháp năm 1945, vẫn còn hiệu lực, mặc dù hiện đã được sửa đổi nhiều. Vào ngày 9 tháng 8 năm 1945 Sukarno, Hatta và Radjiman Wediodiningrat đã bay đến gặp Nguyên soái Hisaichi Terauchi tại Việt Nam. Họ được thông báo rằng Nhật Bản có ý định tuyên bố độc lập Indonesia vào ngày 24 tháng 8. Tuy nhiên, sau khi Nhật Bản đầu hàng, Sukarno đã đơn phương tuyên bố độc lập Indonesia vào ngày 17 tháng 8. Một báo cáo sau đó của Liên Hợp Quốc tuyên bố rằng bốn triệu người đã chết ở Indonesia do sự chiếm đóng của Nhật Bản.

### Cách mạng Dân tộc Indonesia

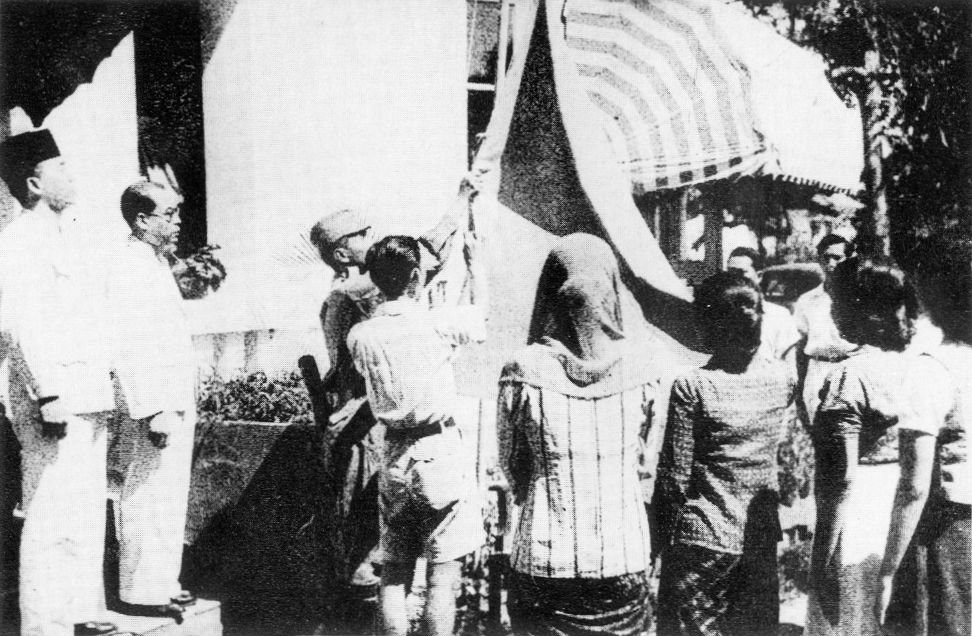
Quốc kỳ Indonesia giương cao ngay sau khi tuyên bố độc lập.

Dưới áp lực của các nhóm pemuda cấp tiến và chính trị hóa (thanh niên), Sukarno và Hatta tuyên bố độc lập Indonesia vào ngày 17 tháng 8 năm 1945, hai ngày sau khi Hoàng đế Nhật Bản đầu hàng ở Thái Bình Dương. Ngày hôm sau, Ủy ban Quốc gia Trung ương Indonesia (KNIP) tuyên bố Chủ tịch Sukarno và Phó Chủ tịch Hatta. Lời loan báo lây lan bằng sóng ngắn và tờ quảng cáo trong khi quân đội Indonesia thời chiến (PETA), thanh niên, và những người khác tập trung tại hỗ trợ của các nước cộng hòa mới, thường chuyển sang tiếp quản các văn phòng chính phủ từ Nhật Bản. Vào tháng 12 năm 1946, Liên Hợp Quốc đã thừa nhận [rằng Hà Lan đã khuyên Liên Hợp Quốc rằng "Đông Ấn Hà Lan" là một lãnh thổ không tự trị (thuộc địa) mà Hà Lan có nghĩa vụ pháp lý để báo cáo hàng năm và hỗ trợ "một biện pháp tự trị đầy đủ" như được yêu cầu bởi '' Hiến chương Liên Hợp Quốc điều 73 ''.
Người Hà Lan, ban đầu được người Anh hậu thuẫn, đã cố gắng thiết lập lại sự cai trị của họ, và một cuộc đấu tranh vũ trang và ngoại giao cay đắng kết thúc vào tháng 12 năm 1949, khi đối mặt với áp lực quốc tế, Hà Lan chính thức công nhận nền độc lập của Indonesia. Những nỗ lực của Hà Lan để thiết lập lại quyền kiểm soát hoàn toàn đã gặp phải sự kháng cự. Vào cuối Thế chiến II, một khoảng trống quyền lực đã nảy sinh và những người theo chủ nghĩa dân tộc thường thành công trong việc chiếm giữ vũ khí của người Nhật bị mất tinh thần. Một thời kỳ bất ổn với chiến tranh du kích thành phố được gọi là Bersiap thời gian xảy ra sau đó Các nhóm người theo chủ nghĩa dân tộc Indonesia được trang bị vũ khí ngẫu hứng (như giáo tre) và súng đã tấn công trả lại quân đội Đồng minh. 3.500 người châu Âu đã thiệt mạng và 20.000 người mất tích, nghĩa là có nhiều người châu Âu chết ở Indonesia sau chiến tranh hơn là trong chiến tranh. Sau khi trở về Java, các lực lượng Hà Lan đã nhanh chóng chiếm lại thủ đô thuộc địa Batavia (nay là Jakarta), vì vậy thành phố Yogyakarta ở trung tâm Java trở thành thủ đô của lực lượng quốc gia. Các cuộc đàm phán với những người theo chủ nghĩa dân tộc đã dẫn đến hai thỏa thuận đình chiến lớn, nhưng tranh chấp về việc thực thi của họ, và nhiều sự khiêu khích lẫn nhau, khiến mỗi lần phải đổi mới xung đột. Trong vòng bốn năm, người Hà Lan đã chiếm lại gần như toàn bộ Indonesia, nhưng sự kháng cự của du kích vẫn tồn tại, được chỉ huy trên Java bởi chỉ huy Abdul Haris Nasution. Vào ngày 27 tháng 12 năm 1949, sau bốn năm chiến tranh lẻ tẻ và sự chỉ trích dữ dội của Hà Lan bởi Liên Hợp Quốc, Hà Lan đã chính thức công nhận chủ quyền của Indonesia theo cấu trúc liên bang của Hoa Kỳ Indonesia (RUSI). Vào ngày 17 tháng 8 năm 1950, đúng năm năm sau khi tuyên bố độc lập, cuối cùng các quốc gia liên bang đã bị giải thể và Sukarno tuyên bố là một nước Cộng hòa thống nhất duy nhất của Indonesia.

## Tuyên ngôn kết thúc sự chiếm đóng
Ngay sau khi tuyên bố được truyền thông khắp cả nước, các cuộc biểu tình rầm rộ bắt đầu, trong đó những người biểu tình xé cờ Nhật Bản. Vào ngày 19 tháng 8, chính phủ đầu tiên của Indonesia độc lập được thành lập. Vì người Nhật không từ chối quyền độc lập của Indonesia, họ không có hành động nào nhằm lật đổ chính quyền Sukarno, mà tiếp tục chống lại các nhóm cực đoan của Indonesia, từ đó dọn đường cho những phần tử ôn hòa cộng tác với người Nhật trong những năm chiếm đóng. Chính phủ Indonesia tiếp tục hành động với sự kiềm chế liên quan đến chính quyền Nhật Bản vào ngày 29/8/1945 đã thông qua một nghị quyết nêu rõ rằng sự thống trị của Hà Lan đối với Indonesia đã kết thúc vào ngày 9 tháng 3 năm 1942,
Quân Đồng minh không có quân đội miễn phí cho một cuộc đổ bộ ngay lập tức vào Indonesia, và vì vậy Lord Mountbatten chỉ có thể gửi cho Thống chế Terauchi một bức điện tín, trong đó ông giao trách nhiệm duy trì trật tự ở Indonesia cho đến khi quân Đồng minh đến đó với quân đội Nhật Bản. Đồng thời, Mountbatten đã gửi sứ mệnh của Đô đốc Peterson tới Jakarta, để đảm bảo rằng người Nhật không đầu hàng "kẻ mạo danh". Đến Jakarta ngày 15 tháng 9 tại tàu tuần dương Cumberland, Peterson phát hiện ra rằng Cộng hòa Indonesia đã tồn tại, không chỉ ở thủ đô, mà còn ở các tỉnh có chính quyền dân sự, các bộ, ngành và thậm chí cả cảnh sát dân sự. Anh ta cố gắng ép buộc đồn trú của Nhật Bản ở Surabaya để giữ cho đến khi Anh tiếp cận, nhưng người Nhật đã thẳng thừng từ chối chiến đấu, và đến cuối tháng 9 đã đầu hàng quân đội Indonesia.
Ngày 29 tháng 9 năm 1945 tại Jakarta đã hạ cánh xuống đất nhỏ đầu tiên của Anh. Chỉ huy của nó, Trung tướng Christison đã đưa ra một tuyên bố chính thức rằng cuộc đổ bộ đã đến để giải giáp quân Nhật. Sukarno, phát biểu vào ngày 2 tháng 10, yêu cầu người Indonesia giữ bình tĩnh: nếu các mục tiêu của người Anh được công bố chính thức, thì chính phủ Indonesia sẽ không cản trở họ. Tuy nhiên, Petersen tuyên bố rằng các lực lượng Anh sẽ duy trì trật tự ở nước này cho đến khi chính phủ hợp pháp của Đông Ấn Hà Lan bắt đầu hoạt động. Vào ngày 4 tháng 10, một loạt lính Anh mới đến, cũng như các đơn vị đầu tiên của Hà Lan được triển khai từ châu Âu, những người coi người Indonesia là cộng tác viên, phải được giải giáp cùng với người Nhật. Trong những điều kiện này, vào ngày 5 tháng 10, Sukarno đã ban hành một sắc lệnh của tổng thống về việc thành lập Quân đội Quốc gia Indonesia.
Hiểu rằng để tiếp tục kiểm soát đất nước, cần phải chiếm căn cứ hải quân ở Surabaya, vào ngày 25 tháng 10 năm 1945, quân đội Anh đổ bộ vào đó. Các đơn vị Indonesia từ chối đầu hàng vũ khí của họ, và cuộc chiến giành độc lập của Indonesia bắt đầu.